# Abronia montecristoi
Abronia montecristoi là một loài thằn lằn trong họ Anguidae. Loài này được Hidalgo mô tả khoa học đầu tiên năm 1983.